# Janet Evans
Janet Evans (Fullerton, Califòrnia, Estats Units, 28 d'agost de 1971) és una nedadora nord-americana, campiona olímpica en diverses edicions dels Jocs, que competí en la dècada del 1980.

## Biografia
Va néixer el 28 d'agost de 1971 a la ciutat de Fullerton, població situada a l'estat de Califòrnia.

## Carrera esportiva
Va participar, als 17 anys, en els Jocs Olímpics d'Estiu de 1988 celebrats a Seül (Corea del Sud), on guanyà la medalla d'or en les proves de 400 i 800 metres lliures, establint un nou rècord del món en la primera d'elles, així com en els 400 metres estils. En els Jocs Olímpics d'Estiu de 1992 celebrats a Barcelona (Catalunya) va revalidar el seu títol olímpic en la prova dels 400 metres lliures i guanyà la medalla de plata en la prova dels 800 metres lliures, just per darrere de l'alemanya Dagmar Hase. En els Jocs Olímpics d'Estiu de 1996 realitzats a Atlanta (Estats Units) no tingué èxit i fou sisena en la prova dels 800 metres lliures i caigué en els quarts de final en la prova dels 400 metres lliures.
Al llarg de la seva carrera ha establert set rècords mundials i ha guanyat cinc medalles en el Campionat del Món de natació, entre les quals tres medalles d'or; dues medalles d'or en el Campionat del Món de natació en piscina curta i catorze medalles en els Campionats de Natació Pan Pacific.
Fou nomenada nedadora de l'any els anys 1987, 1989 i 1990, així com nedadora americana de l'any entre el 1987 i el 1991 per a la revista Swimming World Magazine. També va guanyar el premi Sullivan com a màxima esportista amateur del país.